# Simon IV. z Montfortu

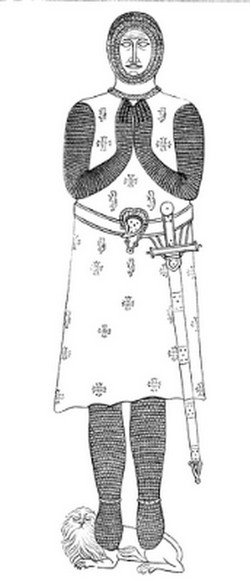
Nákres Simonova náhrobku

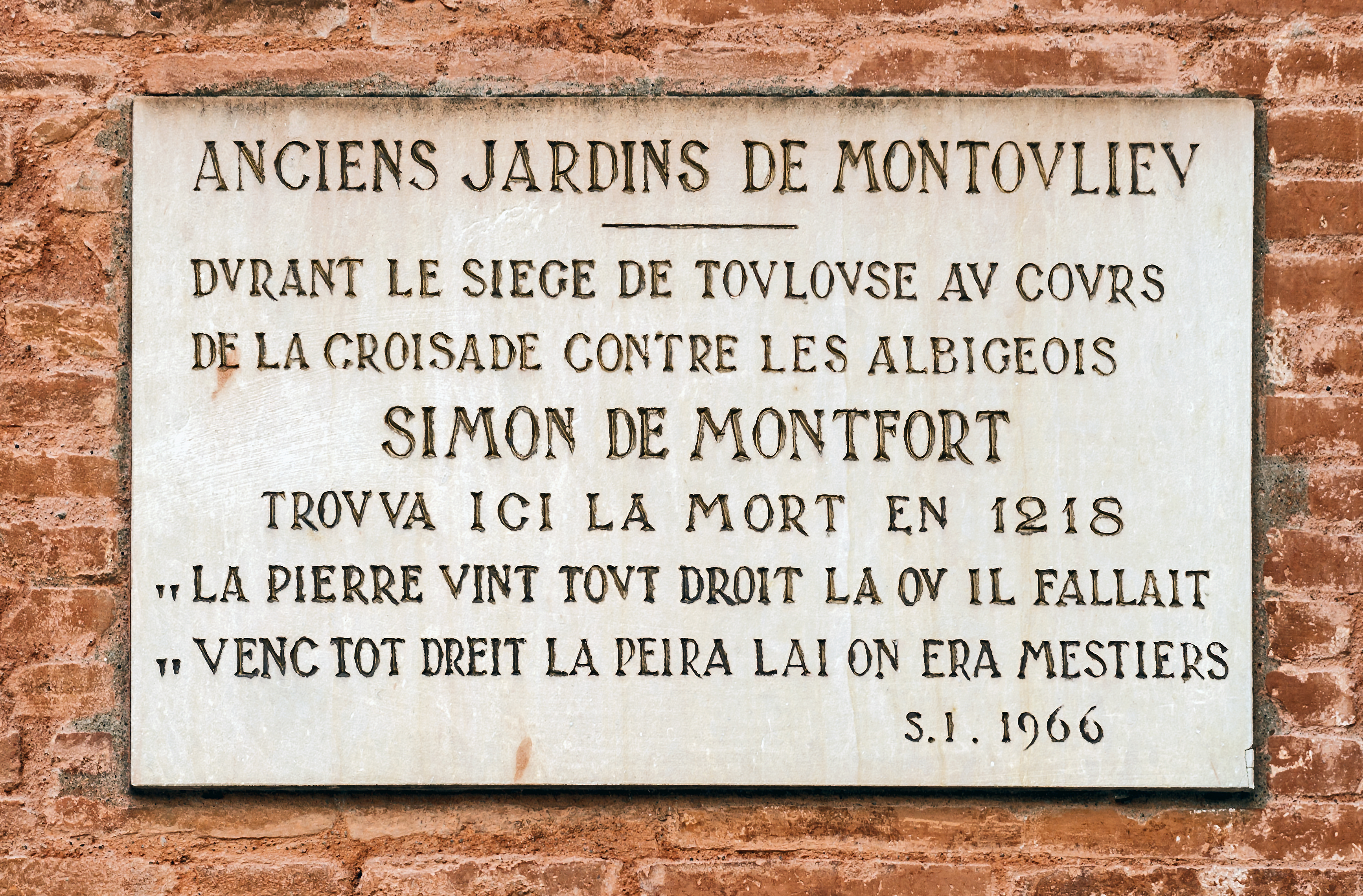
Plaketa připomínající smrt Simona de Montfort

Simon IV. z Montfortu (cca 1165 – 25. červen 1218 Toulouse) byl hrabě z Montfortu a Leicesteru pocházející z Ile-de-France.
V letech 1198 a 1202 se zúčastnil čtvrté křížové výpravy a vydal se do Svaté země. V roce 1209 uposlechl papežovy výzvy a vydal se s vidinou získání bohatství na tažení proti katarům na jih Francie. Proslavil se svou nesmírnou krutostí a nebývalým zanícením ve vraždění albigenských a stejně tak v zabírání jejich majetků.
Roku 1218 byl zabit kamenem z praku při obléhání Toulouse a jeho syn Amaury byl těžce poraněn kuší hraběte z Comminges.